# Parafia św. Rocha w Lipkowie
Parafia pw. św. Rocha w Lipkowie – rzymskokatolicka parafia należąca do dekanatu laseckiego, archidiecezji warszawskiej, metropolii warszawskiej Kościoła katolickiego. Obsługiwana przez księży diecezjalnych. Kościół parafialny mieści się przy ulicy Jakubowicza.

## Historia
Kościół postawiony pod koniec XVIII wieku przez ówczesnego właściciela Lipkowa Paschalisa Jakubowicza. Od połowy XIX wieku wieś często zmienia właściciela i z tym związana jest degradacja kościoła. Parafia w Lipkowie już w 1830 została zlikwidowana. Kościół do 1950 stał pusty. W latach 1950–1950 staraniem księdza Stefana Kowalczyka, kanonika, dziekana warszawskiego i proboszcza parafii Najświętszej Maryi Panny na Nowym Mieście w Warszawie, dokonano odbudowy kościoła, plebania umieszczono w zachowanym dworze. Kolejni proboszczowie prowadzą dalsze prace m.in. wykonano izolację fundamentów kościoła oraz wzmocnienie murów plebanii. 

### Kościół parafialny
Kościół pw. św. Rocha w Lipkowie